# Costa del Silencio
Costa del Silencio, también conocida como Ten Bel, es una de las entidades de población que conforman el municipio de Arona, en la isla de Tenerife —Canarias, España—.

## Toponimia
La denominación de Ten Bel deriva de la yuxtaposición de los nombres Tenerife y Bélgica, dada su situación en Tenerife y la nacionalidad de una parte de los socios capitalistas y promotores de la idea y proyecto originales, para crear una pequeña ciudad turística en el sur de la Isla.[cita requerida]

## Características
Está situada en la costa, a aproximadamente 19 kilómetros de la capital municipal y a una altitud media de 20 m s. n. m.
Se trata de una localidad formada por urbanizaciones residenciales y turísticas, contando con centros comerciales, varios parques públicos, instalaciones deportivas, farmacia, gasolinera, oficina de Correos, entidades bancarias, comercios, bares y restaurantes. Aquí se encuentra además la Iglesia Cristian Fellowship.

## Demografía
| Año        | 2000 | 2001 | 2002 | 2003 | 2004 | 2005 | 2006 | 2007 | 2008 | 2009 | 2010 | 2011 | 2012 | 2013 | 2014 |
| ---------- | ---- | ---- | ---- | ---- | ---- | ---- | ---- | ---- | ---- | ---- | ---- | ---- | ---- | ---- | ---- |
| Habitantes | 2153 | 2915 | 4115 | 4916 | 4787 | 5749 | 6293 | 6886 | 7376 | 7873 | 8013 | 6535 | 6811 | 7197 | 7095 |

## Comunicaciones

### Transporte público
Cuenta con paradas de taxis en la avenida de Fernando Salazar González y en la calle de Minos.
En autobús —guagua— queda conectado mediante las siguientes líneas de TITSA:
| Línea | Trayecto                                               | Recorrido |
| ----- | ------------------------------------------------------ | --- |
| 112   | Sta. Cruz - Arona (por Costa del Silencio)             | Horario/Línea (enlace roto disponible en Internet Archive; véase el historial, la primera versión y la última). |
| 115   | Sta. Cruz - Las Galletas - Costa del Silencio          | Horario/Línea (enlace roto disponible en Internet Archive; véase el historial, la primera versión y la última). |
| 467   | Costa Adeje - Las Galletas (por Los Cristianos)        | Horario/Línea                                                                                                   |
| 468   | Costa Adeje - Las Galletas (por Los Cristianos)        | Horario/Línea                                                                                                   |
| 470   | Parque de la Reina - Las Galletas - Parque de la Reina | Horario/Línea                                                                                                   |
| 484   | Granadilla - El Fraile                                 | Horario/Línea                                                                                                   |

## Lugares de interés
- Apartamento Alborada***
- Apartamento Alondras Park**

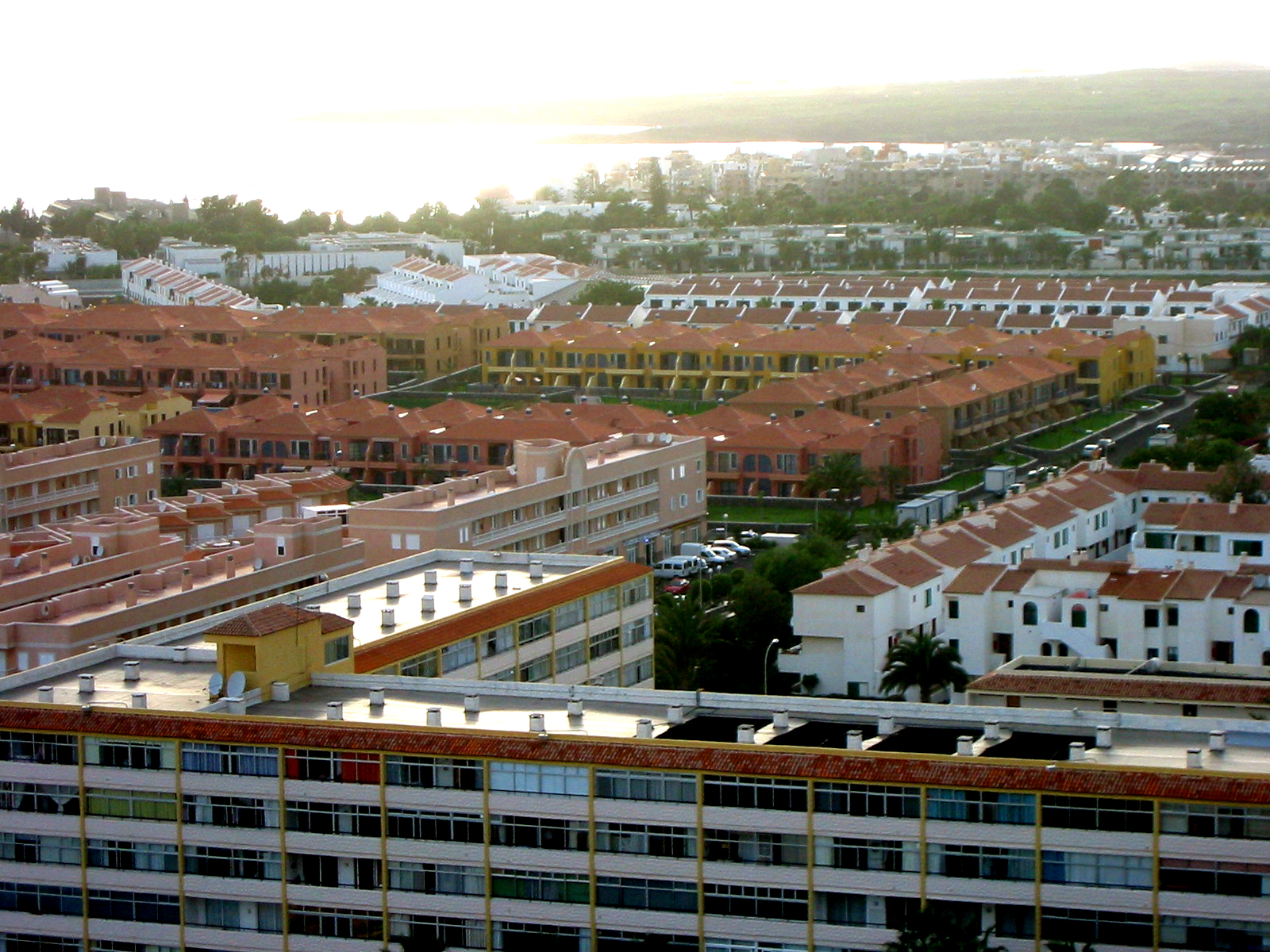
Urbanizaciones turísticas de Costa del Silencio

- Apartamento Costa del Silencio-Westhaven Bay*
- Apartamento Drago*
- Apartamento El Chaparral - Avanti*
- Apartamento Maravilla-Bellavista***
- Apartamento Marino Tenerife***
- Apartamento Palia Don Pedro*
- Apartamento Parque Carolina*
- Apartamento Primavera***
- Apartamento Rocas del Mar*
- Apartamento Costa del Silencio ***
- Centro Comercial Coral Mar
- Sweet Frank's Coffee Shop
- Centro Comercial El Chaparral
- Centro Comercial Ten Bel
- Parque urbano Garañaña
- Playa de La Ballena
- Montaña Amarilla

## Galería

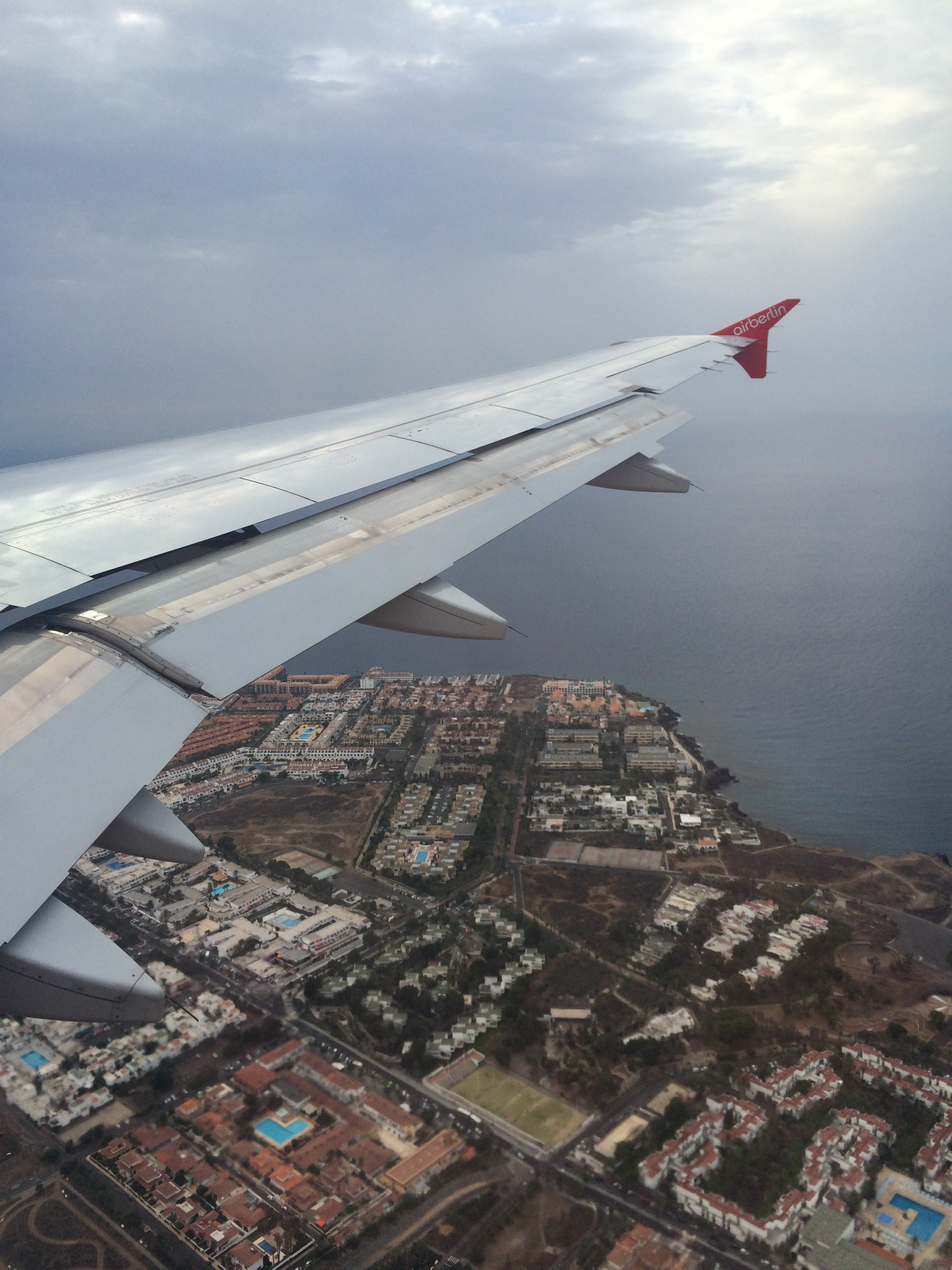
Vista aérea de Costa del Silencio.
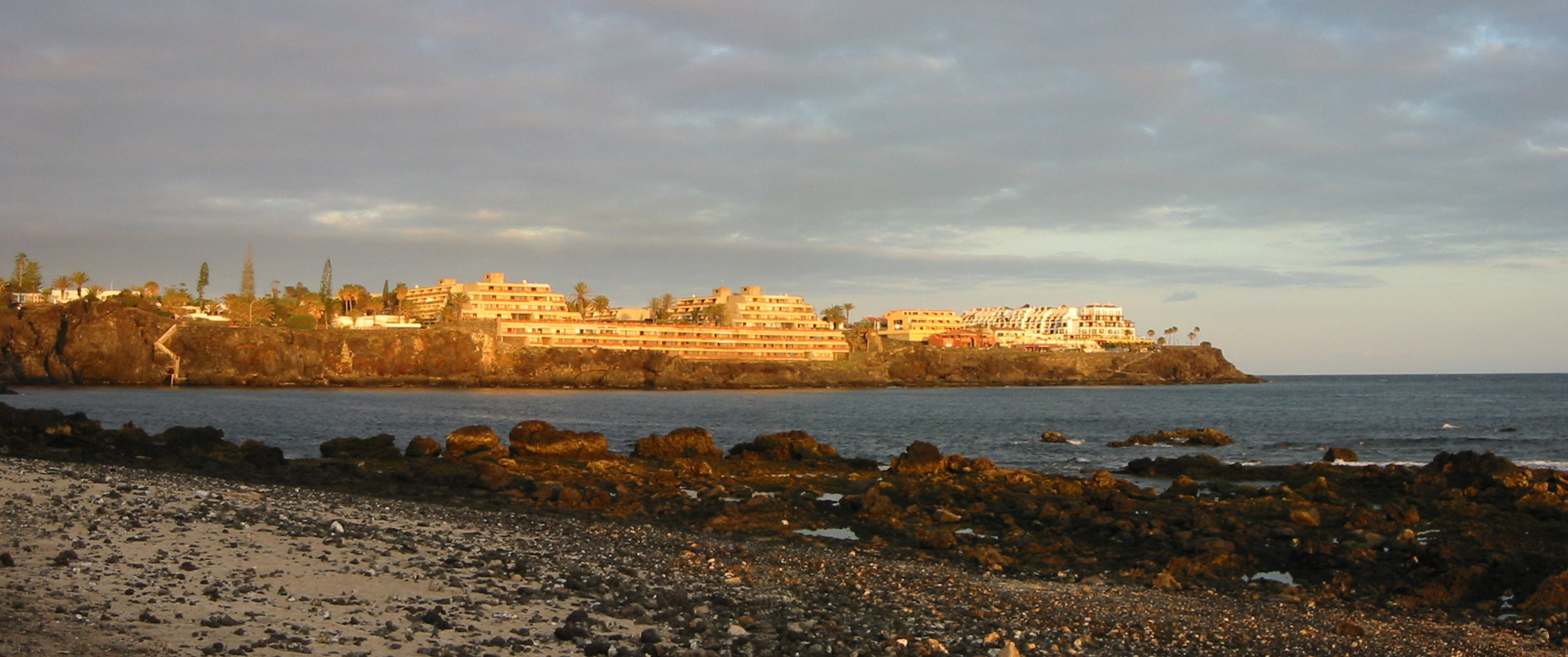
Urbanizaciones turísticas sobre los acantilados de la localidad.